# Église de la Chapelle-Villard
L'église de la Chapelle-Villard (également appelée Chapelle-Villard) est une ancienne église paroissiale située dans le hameau de la Chapelle-Villard, sur le territoire de la commune de Villeneuve-en-Montagne dans le département français de Saône-et-Loire et la région Bourgogne-Franche-Comté.

## Historique
La première mention de cet édifice remonte au XIIIe siècle. Un cartulaire de l'évêché de Chalon-sur-Saône mentionne en effet un certain Hugues, curé de l'église de « Capella de Vilers ». Aucun document conservé de nos jours ne traite de sa construction.
Au cours du XIVe siècle, il est attesté que Berthaud de la Chapelle, évêque de Chalon et seigneur des terres de la Chapelle-Villard (entre autres), y est inhumé en 1333, ce qui provoque d'ailleurs une rixe entre les moines et les chanoines de Chalon quant au lieu d'inhumation. Un gisant à son effigie, toujours visible de nos jours, est sculpté puis installé dans le bras nord du transept de l'église. Localement, une légende se construit à travers les siècles autour de cet évêque. L'église aurait été construite en une nuit à la suite de l'arrivée de sa dépouille sur un char tiré par des bœufs.
Les inscriptions relevées sur la cloche attestent que celle-ci a été réalisée et installée en 1526. En 1741, une première demande est faite pour restaurer la maison presbytérale ; son parachèvement est demandé treize ans plus tard. Même chose en 1758, mais cette fois pour le clocher, la couverture de la nef et les vitraux. Enfin, l'année suivante, d'autres réparations sont – une fois encore – souhaitées pour le presbytère. En 1828, le clocher est presque entièrement détruit par la foudre. Sur décision du conseil municipal, il est reconstruit en 1836. Au XXe siècle, un certain nombre de chantiers de restauration y sont effectués par l'Union Rempart et l'association Sauvegarde des Monuments de Bourgogne et des Sites (SMBS) - aujourd'hui Sauvegarde des Monuments de Bourgogne du Sud - en 1977 puis de 1991 à 2002.

## Restaurations
≈ 1741-1758 : Réparations au clocher, à la couverture de la nef, aux vitraux et (potentiellement)  au presbytère.
1836 : Le clocher détruit 8 ans plus tôt est restauré.
1991 : Restauration de la flèche et du clocher, ainsi que du contrefort intermédiaire nord de la nef.
1992 : Réfection du contrefort de l'angle nord-ouest et des enduits des deux côtés de la nef.
1993 : La voûte de l'avant chœur est étayée et démontée, un enduit est appliqué sur les murs du bras sud du transept, d'un mur et son contrefort au bras nord du transept.
1994 : Destruction du premier grand contrefort nord du chœur et rejointoiement de l'enfeu et re-scellage d'une de ses dalles ; chaînage en béton du mur nord du chœur ; restauration du second grand contrefort nord du chœur. Restauration du contrefort nord-est, de la dernière travée du mur nord et du contrefort du mur nord du chœur, reprise des enduits de la première travée mur nord du chœur ; démontage de la partie supérieure du mur sud du chœur afin de le remonter plus tard.
1995 : Les maçonneries du chœur sont complétées et les contreforts sud-est du chevet et est du chevet sont restaurés. L'angle sud du mur pignon est consolidé, le contrefort nord-est achevé et les murs sud et est du chœur sont enduits et brossés. Un enduit et un lait de chaux sont appliqués sur la voûte et la partie supérieure des murs de la nef tandis qu'un badigeon est appliqué en partie inférieure des murs de la nef ; application d'une patine sur une des litres funéraires.
1996 : La voûte du chœur est restaurée (arc doubleau + poutre tirant + mur de refend au-dessus), puis la baie est du transept sud est étayée et démontée et les statuettes entourant le gisant sont recollées. Un nouveau badigeon est appliqué dans la première travée du chœur ; une patine noire est appliquée sur une litre funéraire. Des retouches sont opérées sur les deux blasons sur le mur nord de la première travée de la nef ; le deuxième blason nord de la première travée est consolidé, ceux sur le premier arc sont fixés. Un enduit de finition est appliqué sur la voûte et partie supérieure du mur de la deuxième travée.
1997 : La voûte de la première travée du chœur est reconstruite puis enduite. Pose de la baie est du transept sud, reprise des voussures de la baie sud ainsi que de la couverture. Sur la voûte du transept sud, l'enduit est complété et le décor en ciel étoilé est rétabli, tandis qu'un badigeon est appliqué sur les ogives. La litre et les peintures murales dans la même section sont consolidées. Une peinture représentant une scène indéterminée sur mur nord du transept nord est dégagée et consolidée. Enfin, des retouches « a tratteggio » sont effectuées sur un blason de la litre sur la première travée du mur nord de la nef.
1998 : La voûte sur croisées d'ogives du chœur, et la charpente sont reconstruits et la couverture est restaurée. Des enduits sont appliqués à la croisée du transept, sur la voûte de la deuxième travée de la nef et dans le bras nord du transept. Reprise du sol de la première travée du chœur ainsi que des enduits du transept sud. Dégagement et consolidation de peintures dans les bras nord et sud du transept.
1999 : Finition des enduits du transept, de l'avant-chœur et du chœur ; poursuite de la réfection des blasons, puis réalisation d'une partie des nouveaux vitraux.
2000 : Reprise du dallage afin d'installer des gaines électriques pour l'éclairage. Des enduits sont appliqués en partie basse de la nef et du transept, ainsi que sur la voûte du chœur. Une nouvelle porte est installée dans la nef, et les derniers vitraux sont installés.
2002 : Restauration de la charpente et des tuiles au niveau de la nef.

## Archéologie
Aucune fouille archéologique n'a été réalisée au sein de cet édifice, cependant un certain nombre d'éléments peuvent être observés. Notons un grand nombre de trous de boulins sur les façades nord et sud, vestiges des différentes campagnes de construction ou de reconstruction. Un certain nombre de traces d'anciennes ouvertures rebouchées subsistent sur tout le pourtour de l'église, que ce soit au niveau du mur sud du transept sud, de la façade occidentale (l'entrée principale donc) - correspondant vraisemblablement à l'entrée primitive - ainsi que le transept nord. Au niveau du bras nord du transept, plus précisément, on constate l'empreinte d'une baie romane en plein cintre, en pendant de celle située sur le mur sud du transept sud, sans doute rebouchée à la suite de la construction de l'enfeu servant à accueillir le gisant. L'entrée principale comporte également des cavités, ayant vraisemblablement servi à fermer des vantaux à l'aide d'une poutre. Des corbeaux sont également visibles sous la grande baie nord du chœur ainsi que sur le mur intérieur du chevet, marquant sans doute l'assise de quelque élément aujourd'hui disparu.

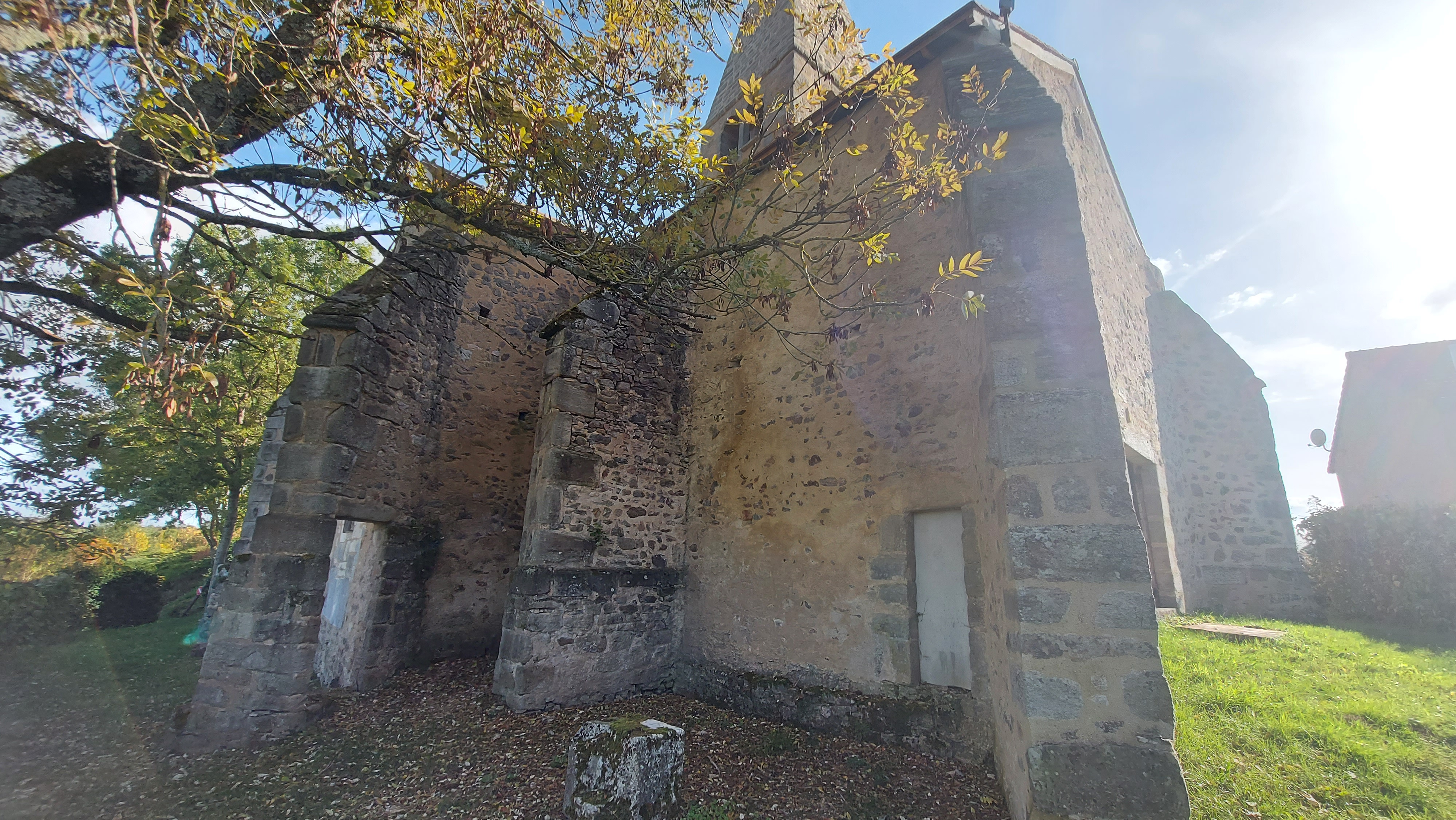
Vue de la face nord de l'église de la Chapelle-Villard.

Sur la face nord, un élément se démarque : l'inclinaison importante du terrain. L'ouverture d'une ancienne porte, au niveau du sol sur la première travée de la nef, montre bien qu'à un moment s'est opéré un changement de niveau, le sol présentant en effet une différence d'une cinquantaine de centimètres entre l'intérieur et l'extérieur. La cause précise de ce rehaussement n'est aujourd'hui pas connue. Ainsi, des contreforts massifs sur cette face permettent de répartir les masses au mieux et d'éviter des dommages dus aux importantes poussées exercées. Curieusement, les deux contreforts situés aux angles du bras nord du transept comportent chacun une ouverture, comme si une voie de circulation avait été aménagée sur le pourtour de l'église.
L'édifice présente également des curiosités structurelles et architecturales. Au niveau de ses dimensions, tout d'abord, la nef étant en effet plus courte que le chœur. Ceci est particulièrement inhabituel, mais il est impossible d'affirmer si l'église a été construite de cette manière ou bien si sa nef a été raccourcie au cours de son histoire. Autre élément étrange, son clocher, construit non pas au-dessus de la croisée du transept ou bien de la façade occidentale, mais au-dessus de la deuxième travée de la nef. Là encore, les raisons de ce choix sont inconnues.

## Description architecturale et stylistique

### Extérieur

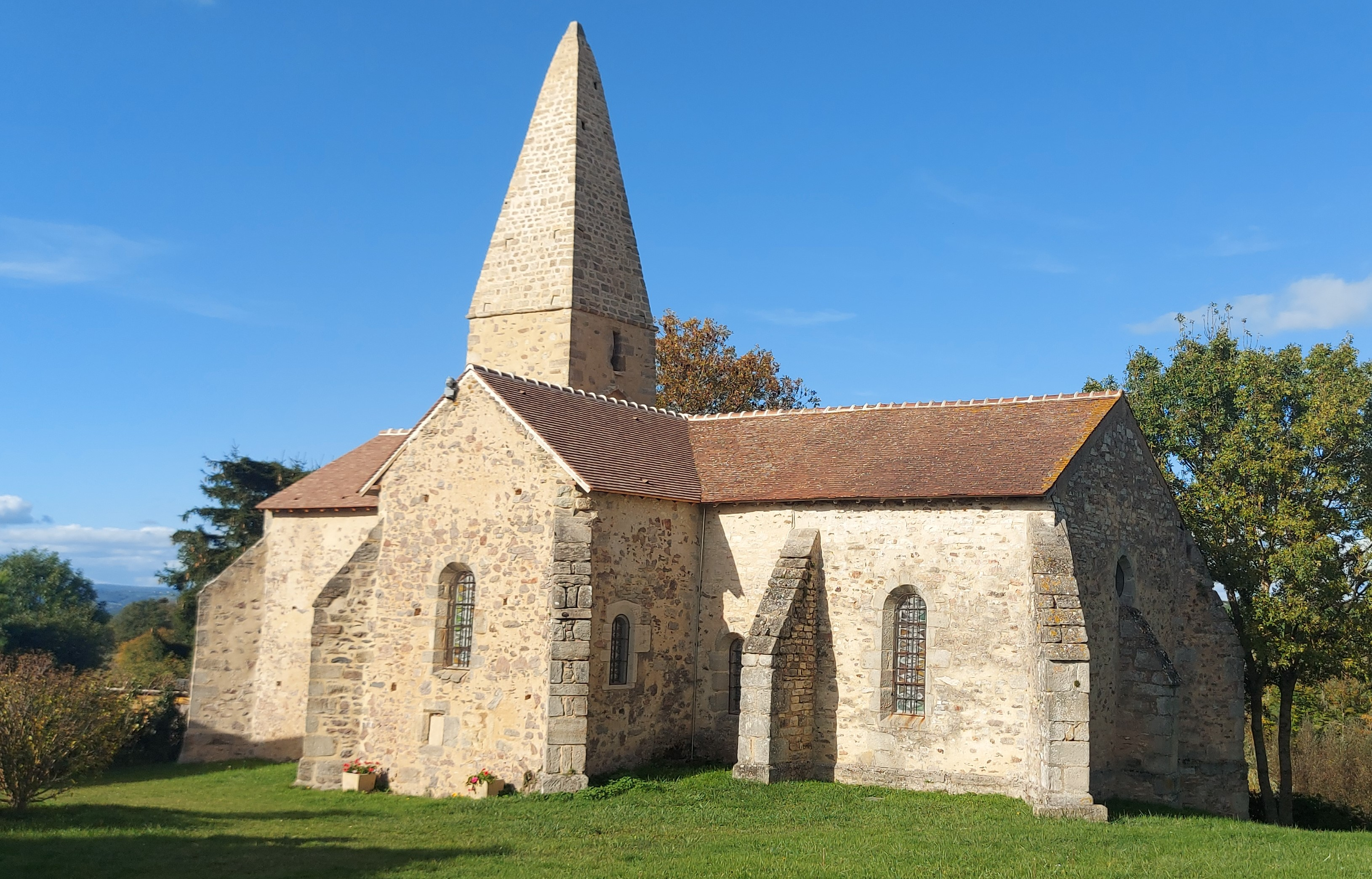
Vue générale de l'église, sur sa face sud.

L'extérieur présente une relative sobriété, sans ornements décoratifs particuliers. Deux portes permettent l'accès à la nef, une sur la façade occidentale, l'autre percée dans la deuxième travée de la nef, au sud. Des contreforts marquent tout son pourtour, aux angles et sur les façades nord et sud, ainsi qu'un plus petit au niveau du chevet, sous l'oculus. Ceux situés aux angles du bras nord du transept arborent des ouvertures, traces vraisemblables d'une voie de circulation. Le clocher, situé au-dessus de la deuxième travée de la nef, présente une simple baie rectangulaire à l'est, des baies géminées brisées à l'ouest ainsi qu'au nord. La face sud est quant à elle aveugle. Le tout est surmonté d'une flèche à quatre pans, dispositif également arboré par l'église Saint-Martin de Cortiambles, notamment.

### Intérieur

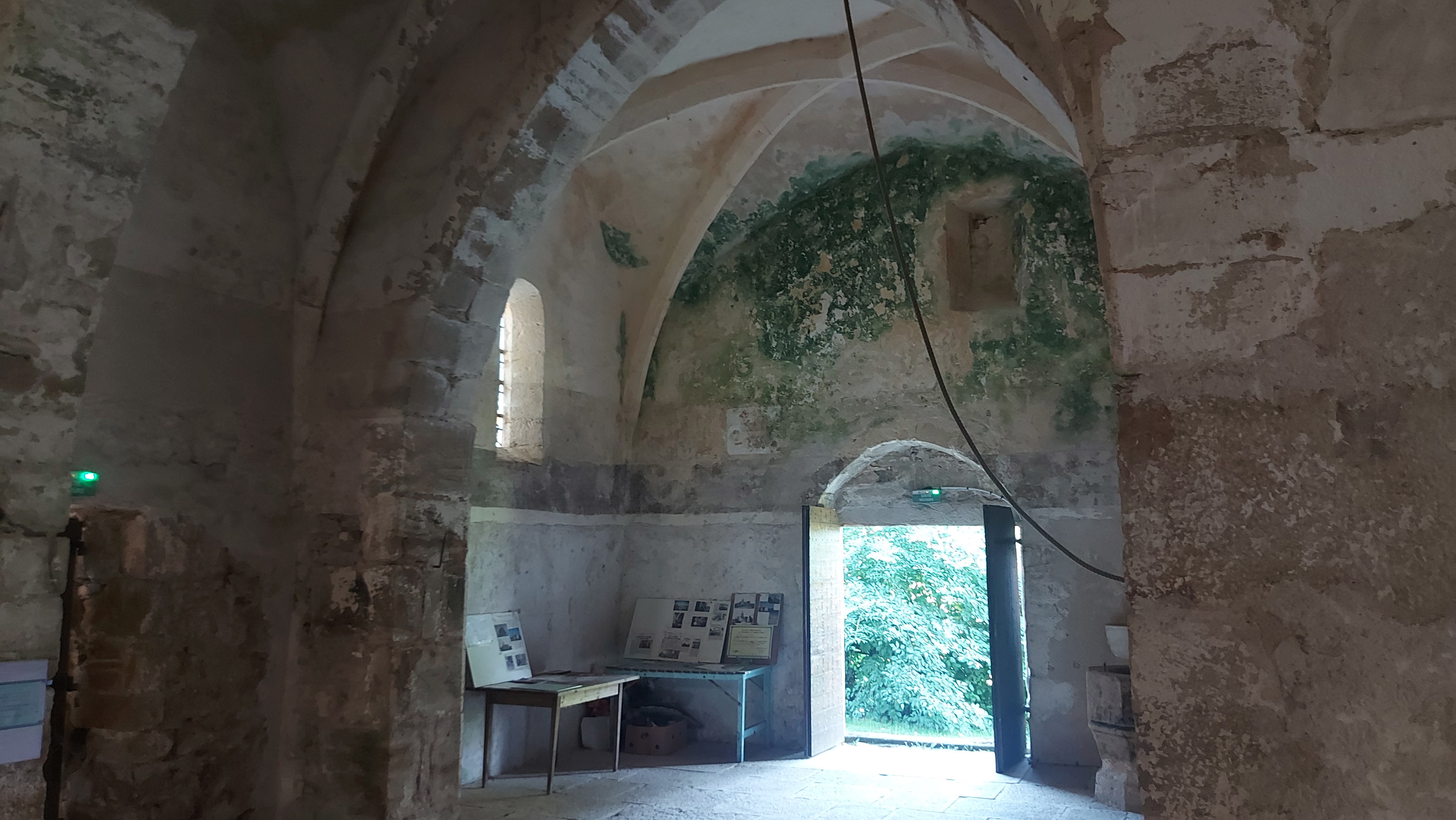
Vue sur la nef depuis la croisée.

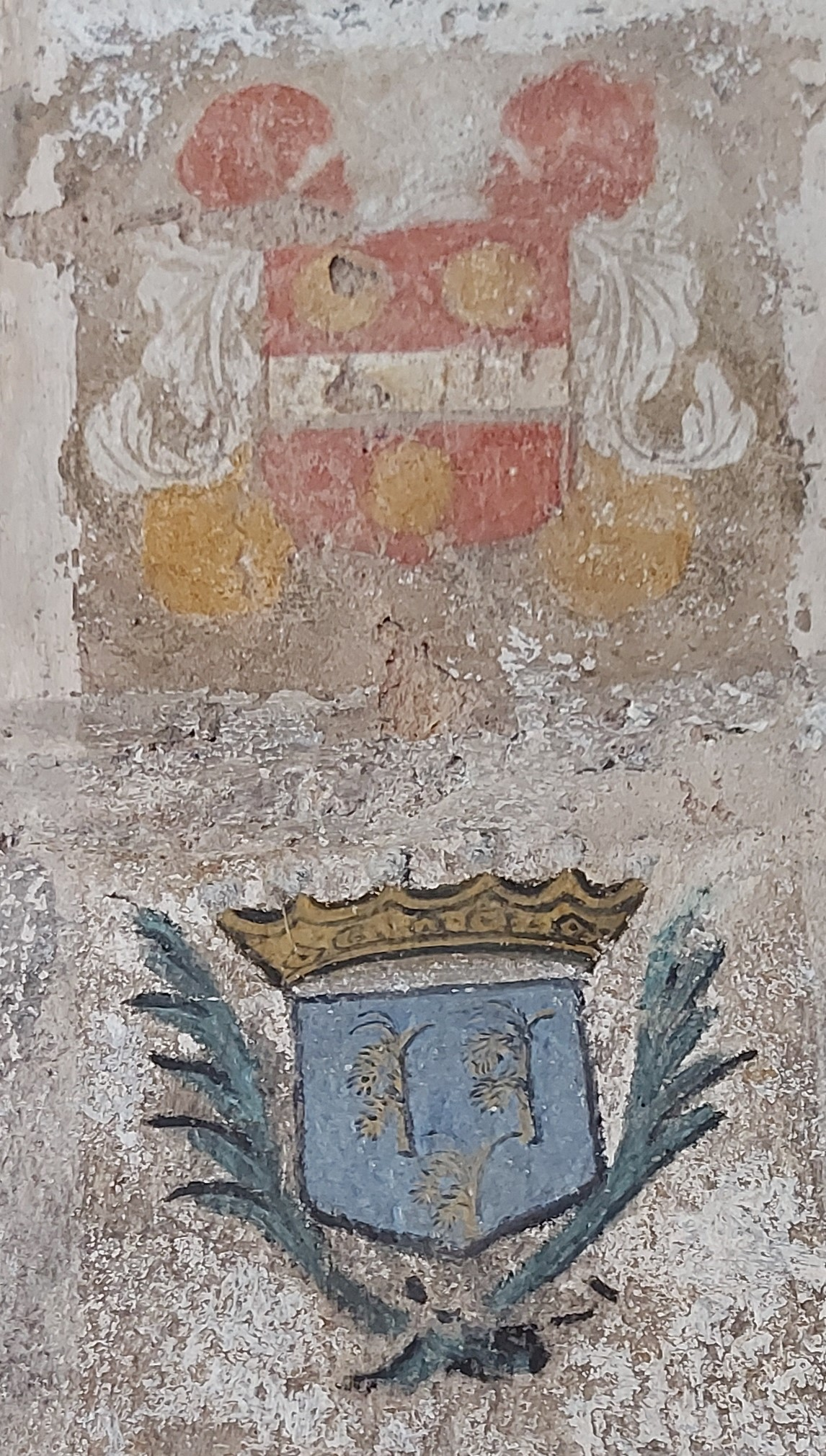
Blasons sur un pilier de la nef.

L'intérieur arbore un vocabulaire architectural composite, à mi-chemin entre le roman et le gothique. Au niveau de la nef, chaque travée est voûtée sur croisée d'ogives. Seule une baie en plein cintre l'éclaire sur la première travée du mur sud. Un arc brisé aux piédroits massifs sépare les deux travées. Sa largeur importante suggère une origine romane, à la manière des autres arcs de l'édifice. Des fonts baptismaux sont présents dans la première travée. Dans la voûte de la deuxième travée, de petits trous permettent de laisser pendre une corde afin de permettre de sonner la cloche. Deux litres funéraires sont visibles dans cette section, comportant chacun un blason différent. Le plus ancien, en partie supérieure, arbore un décor « à écu de gueules à une fasce d'or et trois besants surmonté d'un cimier à plumes ». Le second, « d'azur à trois épis de millet d'or », appartenait à la famille Millière, ayant possédé les terres de la Chapelle-Villard entre la fin du XVIIe siècle et le début du XVIIIe siècle.

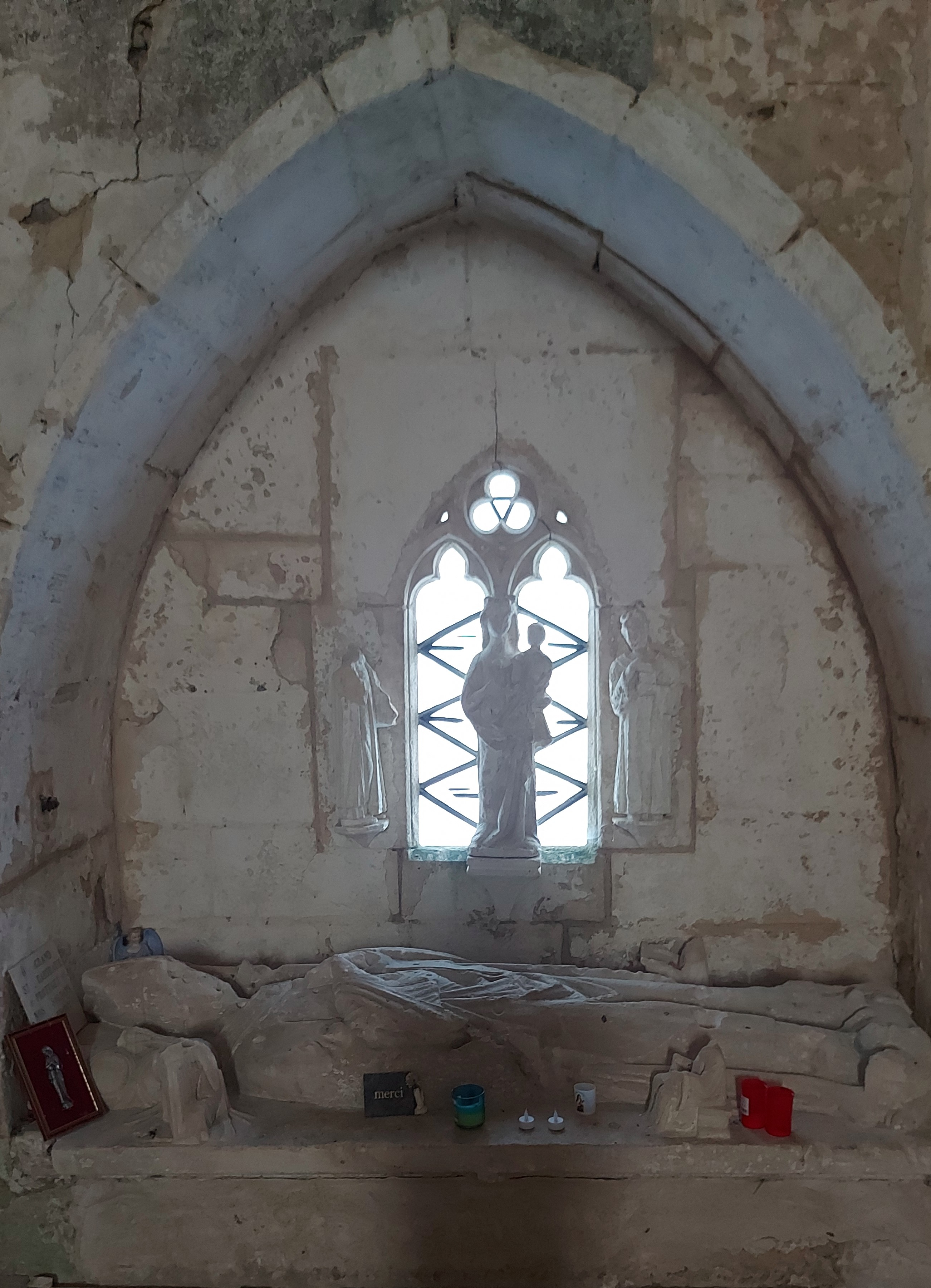
Enfeu contenant le gisant et les autres statues.

La croisée du transept comporte le même type de voûtes que la nef, mais est percée d'un oculus aux dimensions importantes, permettant d'accéder au clocher, bien celui-ci ne se trouve pas exactement au-dessus. La cloche s'y trouvant comporte plusieurs scènes figurées, notamment une Vierge à l'enfant ; un Christ en croix entouré de Saint Jean et de la Vierge Marie ; ainsi qu'un martyre pouvant être Sainte Barbe, accompagné d'un palmier et de ce qui semble être une tour.
Au niveau du bras sud, un certain nombre de peintures murales, très fragmentaires, sont visibles : un décor en fleur de lys ainsi qu'un personnage semblant se saisir d'une épée à sa ceinture. Sur la voûte est visible un décor en ciel étoilé, restauré en 1997. Un autel en pierre sans ornements s'appuie contre le mur est, tandis que deux autres baies en plein cintre percent les murs sud et est.
Un autel similaire s'observe dans le bras nord. Cette section comporte également un certain nombre de peintures murales, notamment le prolongement des litres funéraires ainsi qu'une scène difficilement identifiable comportant une silhouette humaine. L'élément majeur de cette église se trouve ici : le gisant de l'évêque Berthaud de la Chapelle, sous un enfeu gothique, probablement construit au XIVe siècle, peu avant ou après son décès. Celui-ci est classé depuis le 10 novembre 1928. Notons qu'à travers le temps, un pèlerinage thaumaturgique s'est développé autour de lui, la population locale allant même l'affubler du titre de « saint », bien qu'il n'ait jamais été canonisé. Reposant sur une dalle, il mesure 2 mètres 30 et est construit en calcaire blanc. À droite de l'enfeu, le mur comporte une petite niche servant à accueillir diverses offrandes et ex-voto. L'évêque est représenté portant tous ses attributs : la mitre, la crosse épiscopale et la chasuble. Sa tête repose sur un coussin et ses mains sont jointes en prière, ce qui souligne sa piété. À ses pieds est représenté un chien couché, symbole de fidélité. Tout autour de lui sont visibles quatre petits anges aux attitudes variées : deux lisent tandis que l'un manie un encensoir (il s'agit donc d'un ange thuriféraire). Le dernier est très lacunaire et rien de précis n'est discernable sur lui. Trois autres statues surmontent le gisant : Saint Jean portant un livre, une Vierge à l'enfant ainsi qu'une troisième trop dégradée pour être reconnaissable. Le mur de fond est percé d'une baie typiquement gothique : une baie géminée en arc brisé à redent surmontée d'un petit trilobe.
Berthaud de la Chapelle ayant été impliqué, en tant qu'évêque, dans la reconstruction gothique des parties hautes de la nef de la cathédrale de Chalon au début du XIVe siècle, il n'est pas invraisemblable de supposer qu'il est également responsable non seulement de la construction de son gisant et de l'enfeu l'abritant, mais également de l'ajout de dispositifs architecturaux gothiques (croisées d'ogives, arcs brisés...) dans l'église de la Chapelle-Villard.

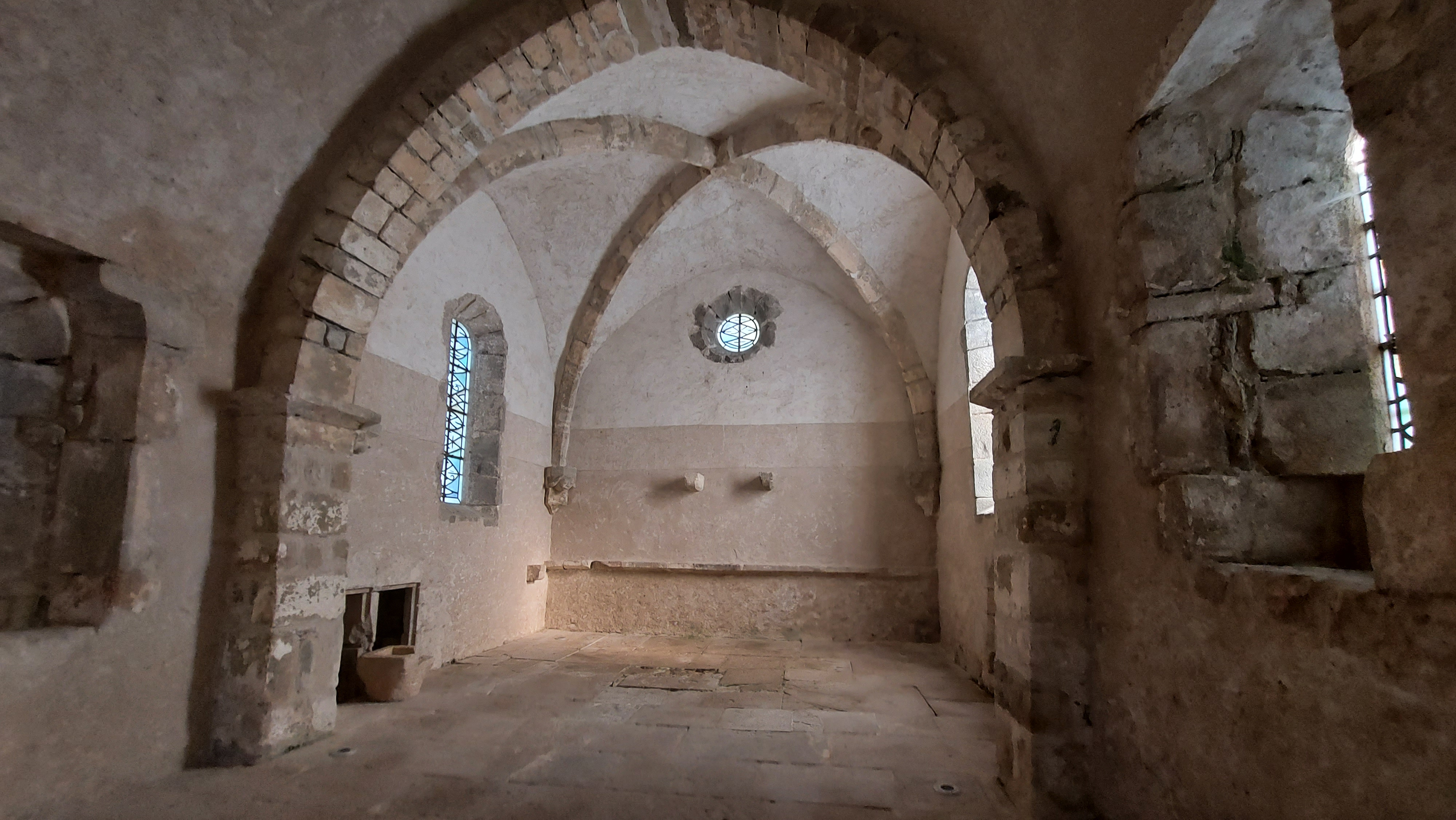
Vue du chœur.

Le chœur est quant à lui voûté en berceau brisé au niveau de sa première travée, ce qui confirme les origines romanes de l'édifice. Chaque travée comporte deux baies romanes, au nord et au sud. La deuxième dispose quant à elle d'une voûte sur croisée d'ogives avec une clé de voûte contemporaine, rajoutée lors d'un chantier de restauration en 1996. À la retombée de trois des quatre ogives se trouve un cul-de-lampe sculpté. Deux représentent un visage, tandis que l'autre représente un chien. Enfin, un oculus est percé dans le mur du chevet.